# Super Bowl LIX
Super Bowl LIX a fost meciul de fotbal american care a decis campioana sezonului 2024 al National Football League (NFL). Jocul s-a desfășurat pe 9 februarie 2025 pe Stadionul Caesars SuperDome în New Orleans, Louisiana.
Finala s-a disputat între campioana NFC, Philadelphia Eagles și campioana AFC, Kansas City Chiefs. Philadelphia Eagles a câștigat meciul cu 40-22, obținând cel de-al doilea titlu Super Bowl din istorie, după cel câștigat în 2018.

## Context
La doi ani după înfrângerea dureroasă încasată de Philadelphia Eagles în fața lui Kansas City Chiefs (35-38), cele două formații s-au întâlnit din nou în Super Bowl. Între timp, echipa din Kansas City izbutise să își mai adjudece un titlu național (25-22 vs. San Francisco 49ers) și își dorea să devină prima formație din era Super Bowl care câștigă acest trofeu de trei ori la rând.
Și pentru Philadelphia Eagles, Super Bowl LIX a fost mai mult decât o finală – a fost o șansă de răzbunare pentru înfrângerea dureroasă suferită în Super Bowl LVII (2023) împotriva aceleiași adversare, Kansas City Chiefs.
În acel meci, disputat pe 12 februarie 2023, Eagles a dominat prima repriză, intrând la pauză cu un avantaj de 24-14. Jalen Hurts a avut o performanță remarcabilă, stabilind un record pentru un quarterback cu trei touchdown-uri pe alergare și o pasă de touchdown. Însă, în a doua repriză, Patrick Mahomes și Chiefs au revenit spectaculos, marcând 17 puncte în ultimul sfert.
Momentul decisiv a fost un field goal reușit de Harrison Butker cu doar câteva secunde rămase, care a adus victoria lui Chiefs, 38-35. Eagles au fost la un pas de trofeu, dar au fost înfrânți de o echipă mai experimentată în astfel de momente tensionate.
Astfel, în Super Bowl LIX (2025), întâlnirea dintre aceleași echipe a fost încărcată de emoție. Eagles au văzut acest meci ca pe o șansă de a-și lua revanșa și de a demonstra că sunt campioni de necontestat.

## Show-ul de la pauză
La pauza meciului, Kendrick Lamar a susținut spectacolul de la jumătatea timpului, oferind un show memorabil pentru fani.

## Istoricul meciului
Super Bowl LIX a avut loc pe 9 februarie 2025, la Caesars Superdome din New Orleans, Louisiana, și a opus echipele Philadelphia Eagles și Kansas City Chiefs. Eagles au obținut victoria cu scorul de 40-22, câștigând astfel primul lor titlu de campioni din 2018 și împiedicând Chiefs să realizeze primul „three-peat” din istoria Super Bowl-ului.
Meciul a început cu un touchdown al quarterback-ului Jalen Hurts, care a adus Eagles în avantaj ,7-0. În a doua repriză, Eagles și-au extins avantajul, ajungând la 24-0, datorită unei combinații de joc ofensiv eficient și apărare solidă, inclusiv o intercepție returnată pentru touchdown de către Cooper DeJean.
Chiefs au întâmpinat dificultăți în ofensivă, suferind mai multe intercepții și pierderi de posesie. Deși au reușit să înscrie două touchdown-uri în a doua jumătate a meciului, nu au putut recupera diferența de puncte. Unul dintre aceste touchdown-uri a fost o pasă de 50 de yarzi a lui Patrick Mahomes către Xavier Worthy.
Jalen Hurts a fost desemnat MVP-ul meciului, având o performanță remarcabilă atât în jocul de pase, cât și în cel de alergare.
Această victorie a fost sărbătorită cu entuziasm de fanii Eagles, cunoscuți pentru pasiunea lor intensă, care au creat o atmosferă electrizantă atât pe stadion, cât și în afara acestuia.